# Religioni in Guatemala
Il cristianesimo è la religione più diffusa in Guatemala, ma sulla consistenza dei gruppi religiosi vi sono stime differenti. Secondo una statistica del 2010, i cristiani sono il 95% della popolazione; lo 0,4% circa della popolazione segue altre religioni e il 4,6% circa della popolazione non segue alcuna religione. Una stima del 2010 del Pew Research Center conferma questi dati, dando i cristiani al 95,2% della popolazione (con una maggioranza di cattolici) e coloro che seguono altre religioni allo 0,7% della popolazione, mentre il restante 4,1% della popolazione non segue alcuna religione o non specifica la propria affiliazione religiosa. Secondo una stima della CIA del 2018, i cristiani sono l'80,5% della popolazione; il 2,7% della popolazione segue altre religioni, il 13,9% della popolazione non segue alcuna religione e il 2,9% della popolazione non specifica la propria affiliazione religiosa. Una stima dell'Association of Religion Data Archives (ARDA) riferita al 2020 dà i cristiani al 97,3% circa della popolazione e coloro che seguono altre religioni all'1,3% circa della popolazione, mentre l'1,4% circa della popolazione non segue alcuna religione.

## Religioni presenti

### Cristianesimo
Secondo la stima del 2010 del Pew Research Center, i cattolici rappresentano il 58,2% della popolazione e i protestanti il 35,6% della popolazione.  La stima della CIA del 2018 dà i cattolici al 41,7% della popolazione e i protestanti al 38,8% della popolazione. Secondo le stime dell'ARDA del 2020, i cattolici sarebbero il 67,8% dei cristiani (percentuale equivalente al 66% circa della popolazione) e gli ortodossi l'1% circa della popolazione, mentre la restante parte dei cristiani (pari a circa il 30% della popolazione) sarebbero protestanti, cristiani di altre denominazioni e i cristiani non denominazionali. Secondo un'altra stima del 2020 (che dà i cristiani all'86% della popolazione), i protestanti e gli evangelicali rappresentano il 42,8% della popolazione, i cattolici il 41,2% della popolazione e i cristiani di altre denominazioni il 2% circa della popolazione.
La Chiesa cattolica è presente in Guatemala con due sedi metropolitane, undici diocesi suffraganee, due vicariati apostolici e una prelatura territoriale.
I protestanti presenti in Guatemala appartengono sia al protestantesimo tradizionale che all'evangelicalismo. I gruppi protestanti tradizionali comprendono luterani, presbiteriani, anglicani e metodisti. I gruppi evangelicali comprendono principalmente pentecostali e battisti. Sono presenti anche gli avventisti del settimo giorno. Vi sono anche diverse chiese protestanti ed evangelicali che non sono affiliate a gruppi denominazionali.
Gli ortodossi presenti in Guatemala appartengono in maggioranza al Patriarcato ecumenico di Costantinopoli; altri gruppi appartengono alla Chiesa greco-ortodossa di Antiochia, alla Chiesa ortodossa siriaca, alla Chiesa ortodossa serba e alla Chiesa ortodossa russa.
Fra i cristiani di altre denominazioni vi sono i Testimoni di Geova e la Chiesa di Gesù Cristo dei Santi degli Ultimi Giorni (i Mormoni).

### Altre religioni
In Guatemala una parte della popolazione indigena (come i popoli Xinca e Garifuna) segue le religioni etniche tradizionali basate sull'animismo, mentre una parte dell'etnia maya segue l'antica religione maya; queste religioni etniche si mescolano generalmente al cristianesimo, dando luogo a forme di sincretismo religioso. Sono inoltre presenti piccoli gruppi di seguaci del bahaismo, del buddhismo, dell'islam, dell'ebraismo, della religione tradizionale cinese, dello spiritismo e dei nuovi movimenti religiosi.